# Баба (Пирин)
Вижте пояснителната страница за други значения на Баба.
Ба̀ба е връх в Среден Пирин, висок 1917 метра. Намира се югозападно от местността Добро поле, южно от връх Ореляк и северозападно от седловината Попови ливади. Връх Баба има полегати склонове и заоблена форма.  Изграден е от мрамори, а най-високата му част е окарстена. Най-близкият изходен пункт към него е хижата „Попови ливади“. Билото на връх Баба е покрито на места със субалпийска растителност, а по склоновете му има хвойна.
Често връх Баба се бърка с издигащата се на северозапад от него кота 1879 метра, а в някои карти е отбелязан като връх Чала, който се намира в съседство, северно от него.